# 타잔의 비밀 보물
타잔의 비밀 보물(Tarzan's Secret Treasure)은 미국에서 제작된 리처드 소프 감독의 1941년 영화이다. 조니 와이즈뮬러 등이 주연으로 출연하였다.

## 출연

### 주연
- 조니 와이즈뮬러
- 모린 오설리반

### 조연
- 조니 셰필드
- 레지날드 오웬
- 베리 피츠제럴드

## 제작진
- 원조: 에드거 라이스 버로스
- 미술: 세드릭 기븐스